# Барон Крофтон
Барон Крофтон из Моута в графстве Роскоммон — наследственный титул в системе Пэрства Ирландии. Он был создан 1 декабря 1797 года для леди Энн Крофтона (1751—1817). Она была вдовой сэра Эдварда Крофтона, 2-го баронета из Моута (1748—1797), который представлял графство Роскоммон в Ирландском Палате общин (1775—1797). Эдвард Крофтон должен был получить звание пэра, но скончался, пэрство было передано его вдове. Энн Крофтон наследовал её внук, Эдвард Крофтон, 2-й барон Крофтон (1806—1869), который также получил титул 4-го баронета. Он заседал в Палате лордов Великобритании в качестве ирландского пэра-представителя (1840—1869) и служил в качестве лорда в ожидании (правительственного «кнута» в Палате лордов) в консервативных администрациях графа Дерби и Бенджамина Дизраэли (1852, 1858—1859, 1866—1868). Его сын, Эдвард Генри Черчилль Крофтон, 3-й барон Крофтон (1834—1912), также сидел в Палате лордов как ирландский пэр-представитель в 1873—1912 годах, а также служил стюардом лорда-лейтенанта Ирландии. Его племянник, Артур Эдвард Лоутер Крофтон, 4-й барон Крофтон (1866—1942), был ирландским пэром-представителем в Палате лордов с 1916 по 1942 год. По состоянию на 2014 год носителем титула являлся праправнук последнего, Эдвард Гарри Пирс Крофтон, 8-й барон Крофтон (род. 1988), который стал преемником своего отца в 2007 году.
Титул баронета Крофтона из Моута (Баронетство Ирландии) был создан 12 июня 1758 года для Маркуса Крофтона (ум. 1784), который заседал в Ирландской Палате общин от Ратота (1753—1760, 1769—1776) и Роскоммона (1761—1768). Родился как Маркус Лоутер, он был мужем Кэтрин Крофтон, дочери сэра Эдварда Крофтона, 4-го баронета из Моута (1713—1745). Маркус Лоутер принял фамилию «Крофтон». Его преемником стал его сын, вышеупомянутый сэр Эдвард Крофтон, 2-й баронет (1748—1797), жена которого была возведена в звание пэра в 1797 году. После смерти Эдварда Крофтона, 2-го баронета, титул унаследовал его сын, сэр Эдвард Крофтон, 3-й баронет (1778—1816), а затем сын последнего, сэр Эдвард Крофтон, 4-й баронет (1806—1869), который в 1817 году унаследовал титул 2-го барона Крофтона.
Фамильный дом баронов Крофтон — Моут-хаус, в окрестностях Бэллимюррея, графство Роскоммон.

## Баронеты Крофтон из Моута (1758)
- 1758—1774: Сэр Маркус Крофтон, 1-й баронет (ум. 16 января 1784), сын Джорджа Лоутера (ум. 1716) и Джейн Бересфорд (ум. 1764)[1]
- 1784—1797: Сэр Эдвард Крофтон, 2-й баронет[англ.] (1748 — 30 сентября 1797), старший сын предыдущего и Кэтрин Крофтон (ум. 1767)[2]
- 1797—1816: Сэр Эдвард Крофтон, 3-й баронет (23 октября 1778 — 8 января 1816), единственный сын предыдущего и Энн Крофтон, 1-й баронессы Крофтон (1751—1817)[3]
- 1816—1869: Сэр Эдвард Крофтон 4-й баронет[англ.] (1 августа 1806 — 27 декабря 1869), единственный сын предыдущего и леди Шарлотты Стюарт (ум. 1842), 2-й барон Крофтон с 1817 года[4].

## Бароны Крофтон (1797)
- 1797—1817: Энн Крофтон, 1-я баронесса Крофтон[англ.] (11 января 1751 — 12 августа 1817), дочь Томаса Крокера (ум. 1800), супруга с 1767 года сэра Эдварда Крофтона, 2-го баронета (1748—1797)[5]
- 1817—1869: Эдвард Крофтон, 2-й барон Крофтон[англ.] (1 августа 1806 — 27 декабря 1869), единственный сын сэра Эдварда Крофтона, 3-го баронета (1778—1816)[4]
- 1869—1912: Эдвард Генри Черчилль Крофтон, 3-й барон Крофтон (21 октября 1834 — 22 сентября 1912), старший сын предыдущего[6]
- 1912—1942: Артур Эдвард Лоутер Крофтон, 4-й барон Крофтон (7 августа 1866 — 15 июня 1942), единственный сын достопочтенного Чарльза Сент-Джорджа Крофтона (1836—1895), второго сына 2-го барона Крофтона, племянник предыдущего[7]
- 1942—1974: Эдвард Блез Крофтон, 5-й барон Крофтон (31 мая 1926 — 13 июня 1974), единственный сын достопочтенного Эдварда Чарльза Крофтона (1896—1936), старшего сына 4-го барона Крофтона[8]
- 1974—1989: Чарльз Эдвард Пирс Крофтон, 6-й барон Крофтон (27 апреля 1949 — 27 июня 1989), старший сын предыдущего[9]
- 1989—2007: Подполковник Гай Патрик Гилберт Крофтон, 7-й барон Крофтон[англ.] (17 июня 1951 — 25 ноября 2007), третий сын 5-го барона Крофтона, младший брат предыдущего[10]
- 2007 — настоящее время: Эдвард Гарри Пирс Крофтон, 8-й барон Крофтон (род. 23 января 1988), старший сын предыдущего[11]
  - Наследник титула: достопочтенный Чарльз Маркус Джордж Крофтон (род. 23 января 1988), младший брат-близнец предыдущего[12].